# Ghiacciaio Peyna
Il ghiacciaio Peyna (in inglese Peyna Glacier) è un ghiacciaio lungo 11,4 km e largo 3, situato sulla costa di Loubet, nella parte occidentale della Terra di Graham, in Antartide. In particolare, il ghiacciaio si trova sulla penisola Pernik, a sud-ovest del ghiacciaio Blagun e a nord-est del ghiacciaio Murphy, e da qui fluisce verso nord-ovest, lungo la dorsale di Lane, fino ad unire il proprio flusso a quelli del ghiacciaio Murphy e del ghiacciaio Wilkinson.

## Storia
Il ghiacciaio Peyna è stato così battezzato dalla Commissione bulgara per i toponimi antartici in onore del villaggio di Peyna, nella Bulgaria settentrionale. 